# 氷川社 (さいたま市西区宮前町)
氷川社（ひかわしゃ）は、埼玉県さいたま市西区の神社。宮前氷川神社ともいう。本殿の見世棚が二間社流造という珍しい様式であることでも知られる。

## 歴史
創建年代は不明である。ただ室町時代より当地は「内野郷」とされており、江戸時代以降の旧内野郷に相当する内野本郷村・上内野村・下内野村・清河寺村の4か村の総鎮守になっていることから、室町時代の創建の可能性もある。
隣にあった「神宮寺」が別当寺であった。神宮寺は真言宗の寺院であったが、明治初期の神仏分離により、廃寺に追い込まれ、神宮寺の僧侶は還俗して当社の神職となった。

## 交通アクセス
- 日進駅より徒歩15分。